# Ezryna

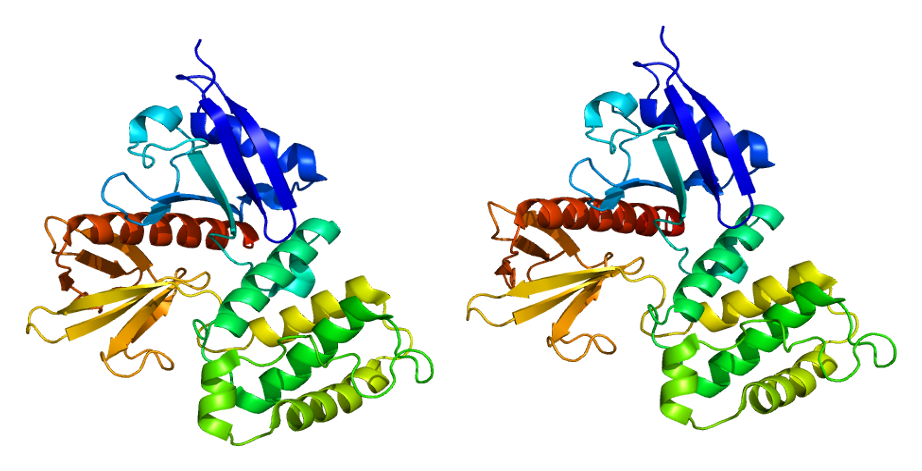
Struktura przestrzenna ezryny. Obraz stereoskopowy

Ezryna (cytowilina, vilin-2; symbole: EZR, CVIL, CVL i VIL2) – białko występujące w ludzkim organizmie kodowane przez gen EZR znajdujący się na chromosomie 6 (locus 6q25.3).
Jest to białko łączące mikrofilamenty budujące mikrokosmki. Ezryna jest obok radyksyny i moezyny częścią rodziny białek ERM które pełnią rolę molekularnych łączników między filamentami aktynowymi a białkami zakotwiczonymi w plazmalemmie. Ezryna odgrywa kluczową rolę w regulowaniu adhezji i polaryzacji komórek.
W okolicy N-końca tego białka zlokalizowana jest domena FERM (four-point one, ezrin/radixin/moesin) która oddziałuje z fosfatydyloinozytol-4,5-bisfosforanu oraz białkami peryferyjnymi takimi jak CD44 i ICAM-2. Na C-końcu znajdują się trzy subdomeny z których jedna oddziałuje z FERM.

## Stwierdzone oddziaływania
Zaobserwowano interakcję pomiędzy ezryną a następującymi cząsteczkami: kofaktror 2 NERF, Merlin, SDC2, CD43, Fas ligand, VCAM-1, S100P, ICAM3, ICAM-1, EBP50, ICAM2, Moezyna, PALLD oraz PIK3R1.